# Ratusz w Gostyniu
Ratusz w Gostyniu powstał w I poł. XIX wieku. Wcześniejszy budynek spłonął w wielkim pożarze miasta w 1811. Współczesny kształt nadała mu przebudowa w latach 1910–1912 według projektu L. Michałowskiego. Podczas II wojny światowej w piwnicach mieściło się więzienie. We frontowej ścianie ratusza, ozdobionej ryzalitem, umieszczono tablicę upamiętniającą ofiary hitlerowców z napisem „Stąd wyszli na szaniec śmierci, by nam dać zwycięstwo, bohaterowie nasi najdrożsi. 21.X.1939 r.” (jedną z ofiar egzekucji byli Stanisław Karłowski, Mieczysław Hejnowicz, Edward Bronisław Potworowski). Budynek jest siedzibą władz samorządowych.